# Acacia biflora
Acacia biflora é uma espécie de leguminosa do gênero Acacia, pertencente à família Fabaceae.